# Platycerium
Genre
Platycerium est un genre de fougères épiphytes de la famille des Polypodiaceae.
Les fougères de ce genre sont souvent appelées « cornes de cerf » en raison de la forme de leurs frondes. Le genre est épiphyte et originaire des régions tropicales d'Amérique du Sud, d'Afrique, d'Asie du sud-est, d'Australie et de Nouvelle-Guinée.

## Description
La plante possède un type de fronde (feuille) étalée contre le tronc d'arbre et un autre type pointant vers l'extérieur comme un bois de cerf. Ce sont ces dernières qui sont chlorophylliennes et qui portent les sores. Si les conditions sont bonnes, les spores germeront sur le tronc d'arbre où elle se seront collées.

Une plante adulte peut atteindre un mètre de long.

## Usage décoratif
Ces plantes originales[Selon qui ?] sont cultivées dans les jardins, surtout les jardins tropicaux. On peut les multiplier en divisant minutieusement une grande feuille en bonne santé en petits morceaux. Les nouvelles plantules sont fixées sur un arbre grâce à des bas jusqu'à ce qu'elles soient capables de tenir par leurs propres moyens.

## Espèces
- Platycerium andinum
- Platycerium alcicorne
- Platycerium bifurcatum
- Platycerium coronarium
- Platycerium elephantotis
- Platycerium ellisii
- Platycerium grande
- Platycerium hillii
- Platycerium holttumii
- Platycerium madagascariense
- Platycerium ridleyi
- Platycerium stemaria
- Platycerium superbum
- Platycerium quadridichotomum
- Platycerium veitchii
- Platycerium wallichii
- Platycerium wandae
- Platycerium willinkii

## Galerie d'images

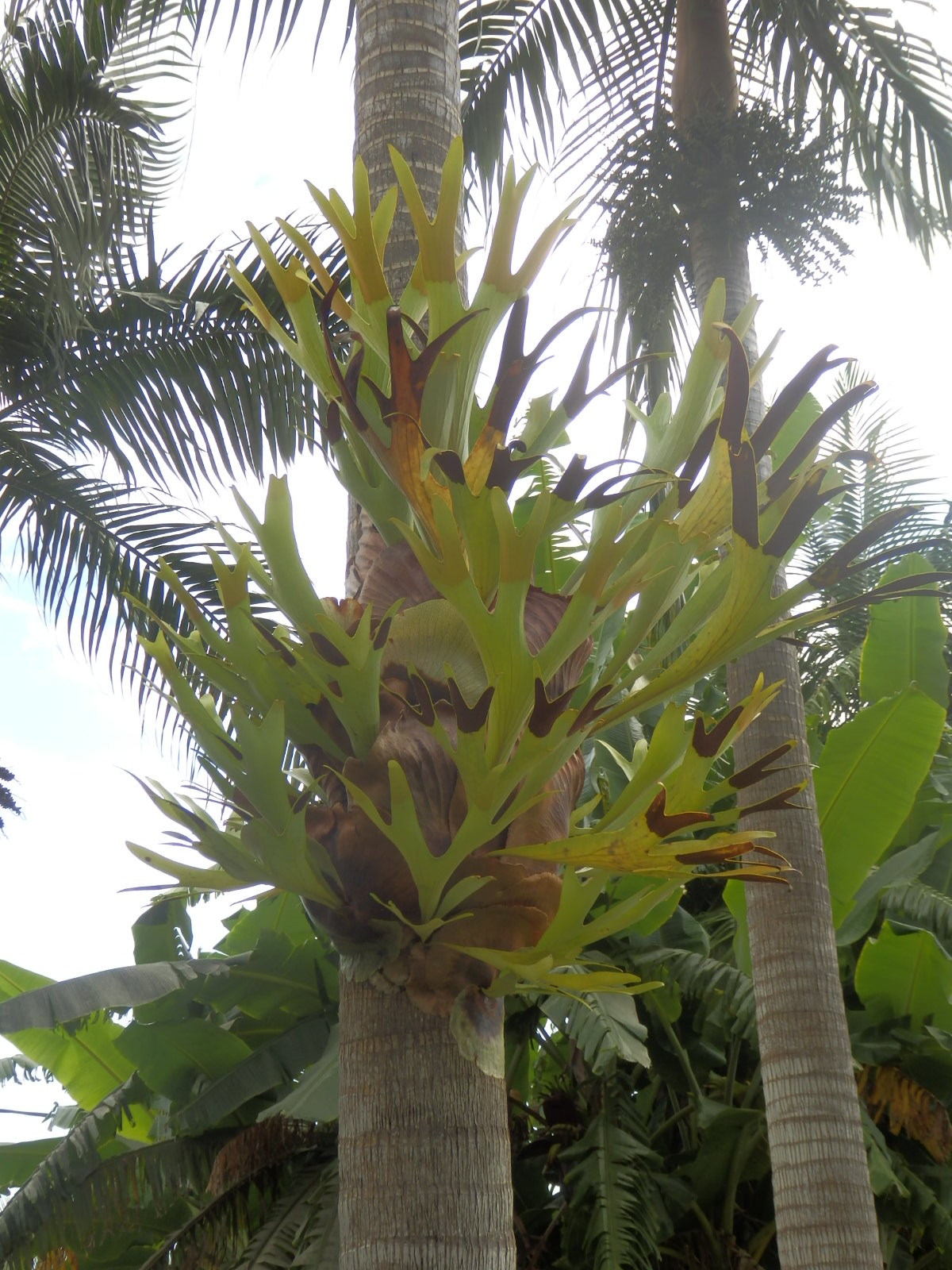
Platycerium alcicorne, jardin, La Réunion

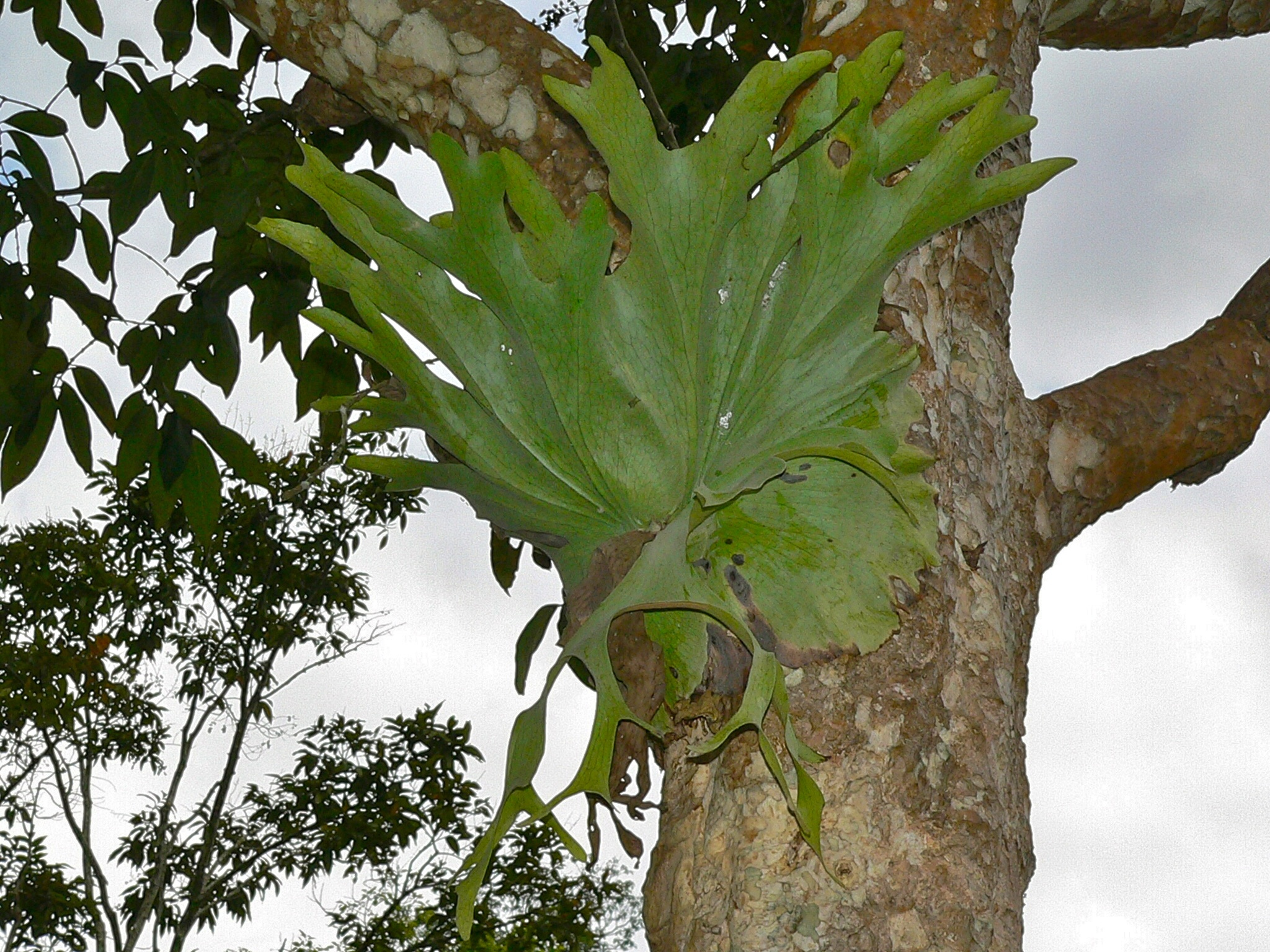
Platycerium holttumi, parc national de Khao Yai, Thaïlande

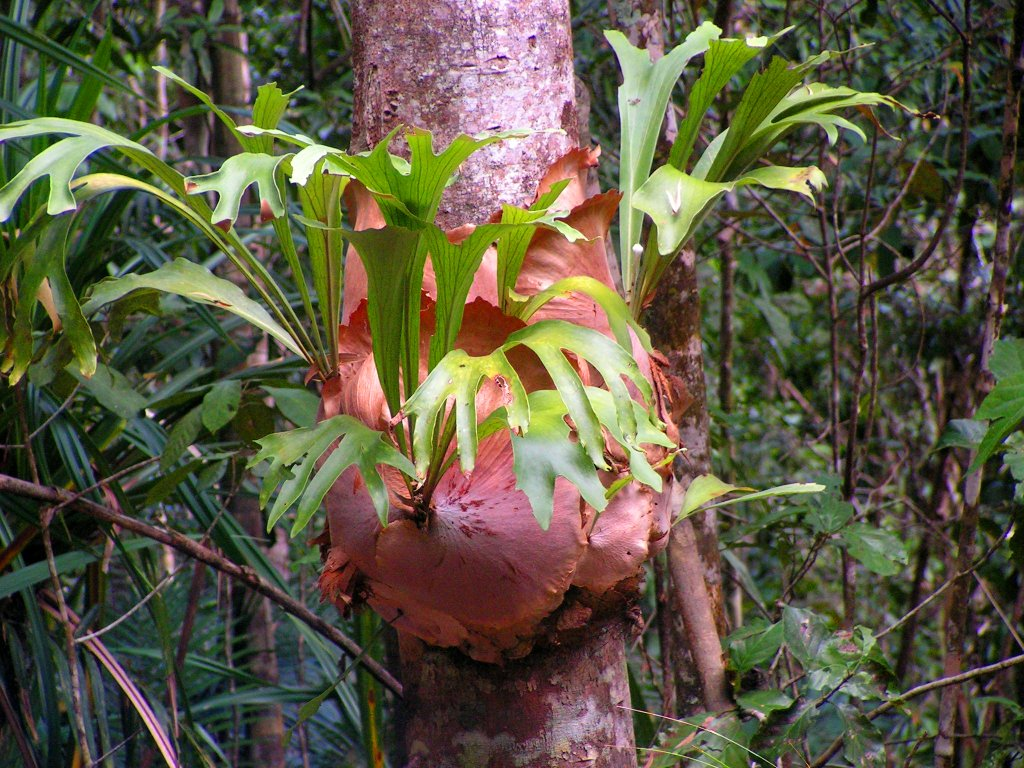
Platycerium bifurcatum près de Kuranda (Queensland, Australie)
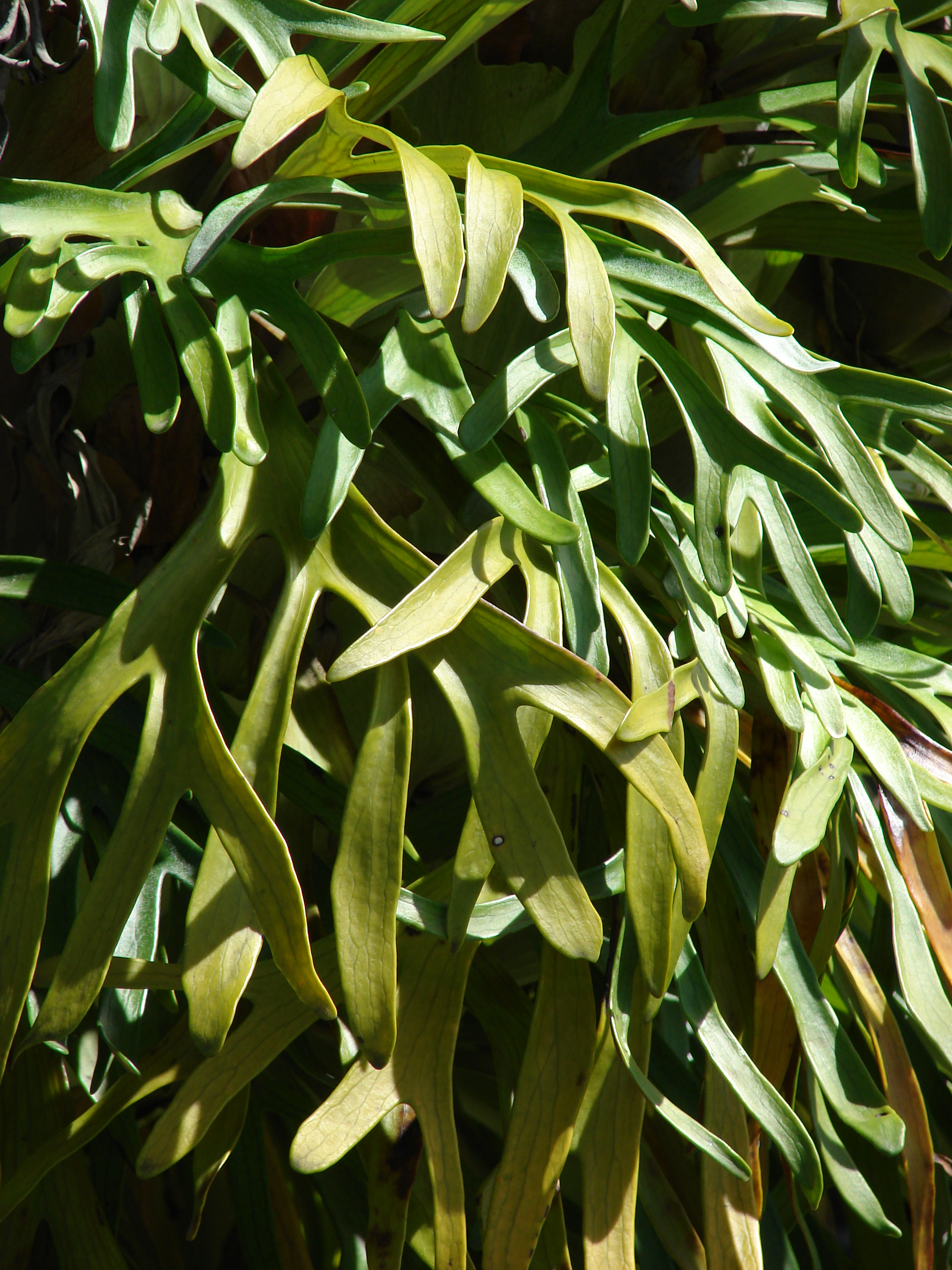
Platycerium sp. (Maui (Huelo)
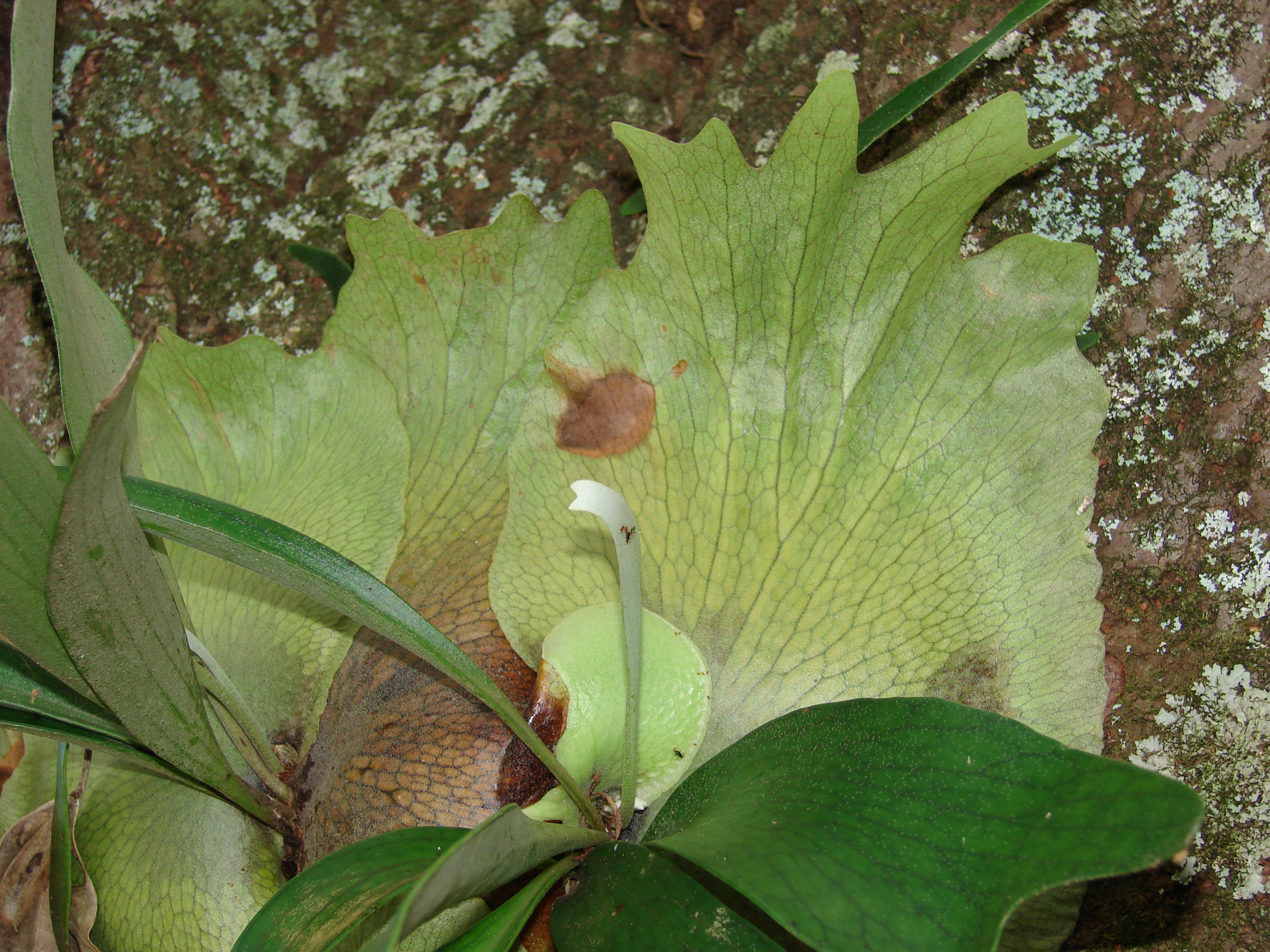
Platycerium sp. (Maui (Huelo)